# Copa Colsanitas 2000
Il Copa Colsanitas 2000 è stato un torneo di tennis giocato sulla terra rossa. È stata la 4ª edizione del torneo, che fa parte della categoria Tier IV nell'ambito del WTA Tour 2000. Si è giocato al Club Campestre El Rancho di Bogotà in Colombia, dal 7 al 13 febbraio 2000.

## Campionesse

### Singolare
Patricia Wartusch ha battuto in finale  Tathiana Garbin con il punteggio di 4–6, 6–1, 6–4

### Doppio
Laura Montalvo /  Paola Suárez hanno battuto in finale  Rita Kuti-Kis /  Petra Mandula con il punteggio di 6–4, 6–2